# Max Niedermann (Bergsteiger)
Max Niedermann (* 5. Dezember 1927 in Oberbüren) ist ein Schweizer Bergsteiger und Pionier des Extremkletterns in der Schweiz.

## Leben
Max Niedermann lernte Maschinenschlosser, bildete sich in Betriebsführung weiter und arbeitete ab 1957 als Betriebsleiter in einer Maschinenfabrik in Winterthur. Zu klettern begann er mit 22 Jahren; drei Jahre später gelangen ihm mit der Direkten Nordwand des Ersten Kreuzbergs und dem Altmann-Nordwestpfeiler die ersten Neutouren. Er wurde Mitglied des 1948 gegründeten Kletterclubs Alpstein KCA, einer Vereinigung von Extrembergsteigern der Ostschweiz. Mit Seilpartnern aus dem KCA wie Seth Abderhalden, Wisi Fleischmann, Franz Anderrüthi, Peter Diener und andern gelangen ihm zwischen 1953 und 1980 vierzig Erstbegehungen im Alpstein, in den Churfirsten, am Bockmattli, im Rätikon, der Grauen Wand sowie in den Berner und Urner Alpen. Daneben wiederholte er die grossen Klassiker in den Dolomiten, im Wilden Kaiser und im Mont-Blanc-Gebiet.
Vor allem die erste Begehung der Südostwand des Zwillingsturms am Salbitschijen im Jahr 1956 erregte grosses Aufsehen, der heutige Klassiker im oberen V. Grad galt als erste moderne Kletterroute der Schweiz im Granit. Viele weitere Routen von Max Niedermann sind zu vielbegangenen Klassikern geworden, geschätzt wegen ihrer Felsqualität und der logischen Routenführung.

## Wichtige Erstbegehungen (Auswahl)
- 1953, 10.8. Erster Kreuzberg Nordwand, Flugroute, mit Hans Frommenwiler
- 1954, 28.5. Zweiter Kreuzberg Südverschneidung mit Seth Abderhalden
- 1954, 12./13.8. Wetterhorn Direkte Nordwand mit Seth Abderhalden
- 1954, 6.9. Grosser Drusenturm Südpfeiler mit Wisi Fleischmann
- 1955, 1.5. Hundstein Südverschneidung mit Wisi Fleischmann
- 1956, 27.5. Salbitschijen Zwillingsturm Südostwand mit Franz Anderrüthi
- 1956, 1./2.8. Gross Bielenhorn Südwestwand mit Franz Anderrüthi
- 1956, 16.9. Grosser Bockmattliturm direkte Nordwand mit Peter Diener
- 1957, 10./11. 6. Scheienfluh Westwand mit Peter Diener
- 1957, 25.8. Kingspitz Nordpfeiler mit Franz Anderrüthi
- 1959, 15.7. Tällistock (2580 m) Südwestwand mit Dietmar Ohngemach
- 1964, 13./14.9. Graue Wand am Furkapass mit Werner Sieber[1]
- 1965, 5.8.  Winterstock Südostpfeiler mit Werner Sieber und Ernst Renner
- 1967, 16.7.  Galenstock Südwand mit Ernst Renner
- 1972, 23.7. Gross Bielenhorn Hauptgipfel Südwestpfeiler mit Bruno Nedela und H. Tischhauser
- 1978, 17.9. Graue Wand Rote Platten mit Eugen Näf
- 1980, 24.8. Bergseeschijen Direkte Ostwand mit Pankraz Hauser